# Andreas Brandtner

Andreas Brandtner (2024)

Andreas Brandtner (* 1965 in Linz) ist ein österreichischer Literaturwissenschaftler und Bibliothekar; seit April 2024 Leiter der Universitätsbibliothek der Universität Wien. Zuvor war er Direktor der Universitätsbibliothek der Freien Universität Berlin (2018–2024) und Direktor der Universitätsbibliothek der Johannes Gutenberg-Universität Mainz (2010–2018).

## Leben
1994 schloss Andreas Brandtner sein Studium der Deutschen Philologie und Philosophie in Wien, München und Paris ab und belegte anschließend den Postgraduate-Lehrgang für Kulturmanagement an der Hochschule für Musik und Darstellende Kunst in Wien (2006 MAS Kulturmanagement). 1998 wurde ihm der akademische Grad Dr. phil. verliehen.
Schon während des Studiums und begleitend zum Lehrgang war er für knapp zehn Jahre (1988–1997) als wissenschaftlicher Mitarbeiter am Adalbert-Stifter-Institut des Landes Oberösterreich in Linz tätig, gefolgt von einer wissenschaftlichen Mitarbeit am Österreichischen Literaturarchiv der Österreichischen Nationalbibliothek in Wien (1997–2000).
2000–2005 war er stellvertretender Leiter der Handschriftensammlung der Wiener Stadt- und Landesbibliothek und erfüllte zeitgleich (und bis 2010) Lehraufträge am Institut für Germanistik der Universität Wien. Im selben Zeitraum (2003–2004) absolvierte Brandtner die Grundausbildung für den Bibliotheks-, Informations- und Dokumentationsdienst an der Universitätsbibliothek Wien (2008 MSc Library and Information Studies).
2005–2010 war er stellvertretender Leiter des Bibliotheks- und Archivwesens (Universitätsbibliothek / Universitätsarchiv) der Universität Wien und absolvierte zur selben Zeit (2006–2008) das Postgraduate-Studium International Arts Management an der University of Salzburg Business School (in Kooperation mit dem Columbia College Chicago und der Fudan University in Shanghai) (2011 MBA International Arts Management).
Es folgten leitende Positionen an mehreren renommierten Universitätsbibliotheken: 2010–2018 war Brandtner Direktor der Universitätsbibliothek der Johannes Gutenberg-Universität Mainz, und 2018–2024 Direktor der Universitätsbibliothek der Freien Universität Berlin, bis er 2024 die Leitung der Universitätsbibliothek der Universität Wien übernahm, die er aktuell innehat.

## Mitgliedschaften und Auszeichnungen
Andreas Brandtner ist Mitglied im Executive Board von Ligue des Bibliothèques Européennes de Recherche – Association of European Research Libraries. 2000 erhielt Brandtner den Förderungspreis für Wissenschaft des Landes Oberösterreich.

## Publikationen (Auswahl)

### Eigene Arbeiten
1. Mit Ralf Georg Bogner: Der Nachlaß Edward Samhabers. Verzeichnis der Bestände am Adalbert-Stifter-Institut des Landes Oberösterreich. Verlag des Adalbert-Stifter-Instituts des Landes Oberösterreich. Linz 1996.
2. Mit Werner Michler, übersetzt von Mira Miladinović Zalaznik: Prelomi mostovi. Primeri avstrijsko-slovenskih literarnih odnosov. Razstava Inštituta Adalberta Stifterja dežele Gornje Avstrije v Narodni in univerzitetni knjižnici (NUK) v Ljubljani. Razstava bo na ogled 27.10.–20.11.1998. Verlag des Adalbert-Stifter-Instituts des Landes Oberösterreich. Linz 1998.
3. Studien zur Intertextualität in der frühen Neuzeit. ‘Florians von der Fleschen wunderbarliche / seltzame / abenthewrliche Schiffarten vund Reysen’. Kritische Edition, Kommentar, Hypotexte, Analyse. Universität Wien Hochschulschrift (Dissertation). Wien 1998. Online-Zugriff
4. Mit Julia Danielczyk: Die Orte des Helmut Eisendle. Eine Ausstellung. Verlag der Wiener Stadt- und Landesbibliothek. Wien 2003.
5. Die Erschließung von Nachlässen und Autographen im Kontext der aktuellen bibliothekswissenschaftlichen Katalogisierungsdiskussion. Universität Wien Hochschulschrift (MA Thesis). Wien 2008. Online-Zugriff
6. Bibliotheken der Zukunft. Strategieentwicklung an wissenschaftlichen Bibliotheken am Beispiel der Universitätsbibliothek Wien. Universität Salzburg Hochschulschrift (MA Thesis) Wien 2010. Online-Zugriff
7. Mit Volker Kaukoreit: Marlen Haushofer: Die Wand. Erläuterungen und Dokumente. Reclam Verlag. Stuttgart 2012.

### Herausgegebene Veröffentlichungen
1. Mit Werner Michler (Hrsgg): Brechungen – Brücken. Beispiele österreichisch-slowenischer Literaturbeziehungen: Edward Samhaber / France Prešeren – Drago Jančar. Publikation zur Ausstellung in der ‘Galerie im Stifter-Haus’, 5. November bis 5. Dezember 1996. Landesverlag. Linz 1996.
2. Mit Volker Kaukoreit (und ab Bd. 3 mit Max Kaiser) (Hrsgg): Sichtungen. Archiv – Bibliothek – Literaturwissenschaft 1, 2, 3, 4/5, 6/7. Praesens Verlag [u. a.]. Wien 1998, 1999, 2000, 2001/02, 2003/04.
3. Mit Werner Michler (Hrsgg): Zur Geschichte der österreichisch-slowenischen Literaturbeziehungen. Verlag Turia + Kant. Wien 1998.
4. Mit Ralf Georg Bogner (Hrsgg): Interkulturelle Asymmetrie. Edward Samhabers Übertragung des slowenischen Nationalautors France Prešeren. Mit einer Edition der ‘Preširenklänge’ (1880) von Edward Samhaber. Böhlau Verlag. Wien, Köln, Weimar 1999.
5. Mit Wolfgang Neuber (Hrsgg): Beer. 1655–1700. Hofmusiker. Satiriker. Anonymus. Eine Karriere zwischen Bürgertum und Hof. Verlag Turia + Kant. Wien 2000.
6. Als Hrsg.: Weiche Welten. Fotos, Texte und Musik von Liesl Ujvary. Begleitband zur gleichnamigen Ausstellung vom 22. Oktober 2004 bis 14. Jänner 2005 im Ausstellungskabinett der Wiener Stadt- und Landesbibliothek, Wien 2004, ISBN 3-902053-13-5.
7. Mit Stefan Alker (Hrsgg): Gerhard Fritsch. Schriftsteller in Österreich. Verlag Sonderzahl. Wien 2005.
8. Mit Werner Michler (Hrsgg): Zur regionalen Literaturgeschichtsschreibung. Fallstudien / Entwürfe / Projekte. Land Oberösterreich, Stifter-Haus. Linz 2007.
9. Mit Beat Gnädinger, Edeltraud Haas, Gerald Maier, Eva Ramminger, Peter Reuter, Konstanze Söllner, Dorothea Sommer (Hrsgg): ABI Technik. Zeitschrift für Automation, Bau und Technik im Archiv-, Bibliotheks- und Informationswesen. Bde. 35ff. Verlag de Gruyter Saur. Berlin, Boston 2015ff.
10. Mit Martina Cuba, Friedemann Kreuder, Birgit Peter (Hrsgg): Manuscripta theatralia. Schriftenreihe zu raren Dokumenten und Archivalien im Fokus kulturhistorischer Grundlagenforschung. Bde. 1ff. V&R unipress. Göttingen: 2016ff.
11. Mit Andreas Degkwitz, Cornelia Vonhof (Hrsgg): Schwerpunkt: Bibliotheksmanagement als Management von Veränderung. In: Bibliothek – Forschung und Praxis 42 (2018), H. 3, S. 397–462. Verlag de Gruyter Saur. Berlin 2018.